# Бальцгаузен
Бальцгаузен (нім. Balzhausen) — громада в Німеччині, знаходиться в землі Баварія. Підпорядковується адміністративному округу Швабія. Входить до складу району Гюнцбург. Складова частина об'єднання громад Таннгаузен.
Площа — 14,65 км2. Населення становить 1180 ос. (станом на 31 грудня 2020).